# Rufius Viventius Gallus
Rufius Viventius Gallus est un homme politique de l'Empire romain.

## Vie
Possiblement fils de Flavius Avitus Marinianus et de sa femme Anastasia et frère de Flavius Rufius Praetextatus Postumianus.
Il fut préteur urbain dans une période inconnue.
Il est marié avec Aviena.